# Cinema Parisien

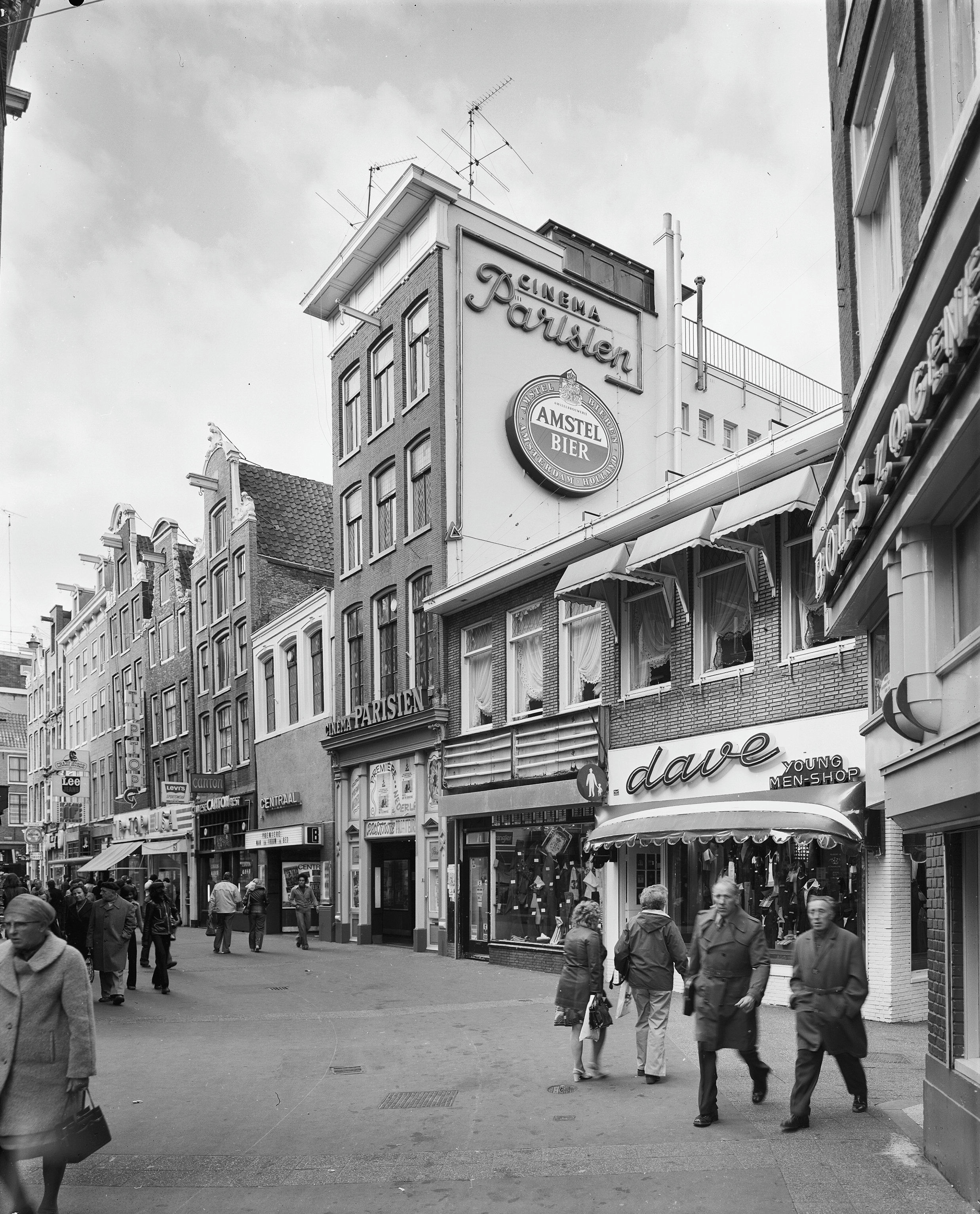
Cinema Parisien (1976)

Cinema Parisien, een voormalige bioscoop aan de Nieuwendijk 69 in Amsterdam, werd opgericht op 26 maart 1910. Van 1910 tot 1956 was Jean Desmet directeur van Parisien. Uiteindelijk zou Parisien bestaan tot 25 maart 1987. Cinema Parisien in Amsterdam is Desmets tweede bioscoop (na Parisien in Rotterdam), opgericht in 1909. In het begin was er een doorlopende voorstelling van korte films en de grote belangstelling zorgde ervoor dat toeschouwers zo langzaamaan naar voren schoven tot ze onder het filmscherm door via de nooduitgang naar buiten werden gedrukt. 

## Pornografie
Reeds voor de Tweede Wereldoorlog zag de bioscoopbezoeker in Parisien verleidelijke jongedames in nogal blote badpakken. Ook in het naastliggende bioscoopje Centraal vertoonde men dezelfde soort rolprenten. Tot 1960 hadden de medewerkers van de twee theaters geen contact met elkaar, maar daarna ging men samenwerken en werden de kaartjes zelfs aan een kassa verkocht. Indertijd, in 1968, 1969 was het not done om je in die bocht op de Nieuwendijk te begeven, bij die aparte bioscopen waar derderangsfilms met een vleugje seks werden vertoond voor een mannelijk publiek, dat aan dat beetje, wat meestal ook nog in suggestie bestond, al ruimschoots genoeg had om zijn peilloze honger te stillen en dus de kwaliteit van het verhaal verder op de koop toe nam. In een richtlijn van het Ministerie van Justitie (en het vervolgingsbeleid van het Openbaar Ministerie) was vertoning van de film Deep Throat (en andere pornofilms) alleen toegestaan in kleine bioscopen met maximaal 50 bezoekers per voorstelling. Op 18 februari 1977 werd de film in de Cinema Parisien vertoond aan meer dan 50 personen om een proefproces uit te lokken. De voorstelling was slechts toegankelijk voor personen van 18 jaar en ouder. Aan de kassa stond een bord met de mededeling: "U bent gewaarschuwd – harde porno". Door de landelijke persaandacht werd de film “Deep Throat” een enorm succes en maakte de weg vrij om tal van andere pornofilms in de bioscoop uit te brengen. 

## Hoofdkantoor

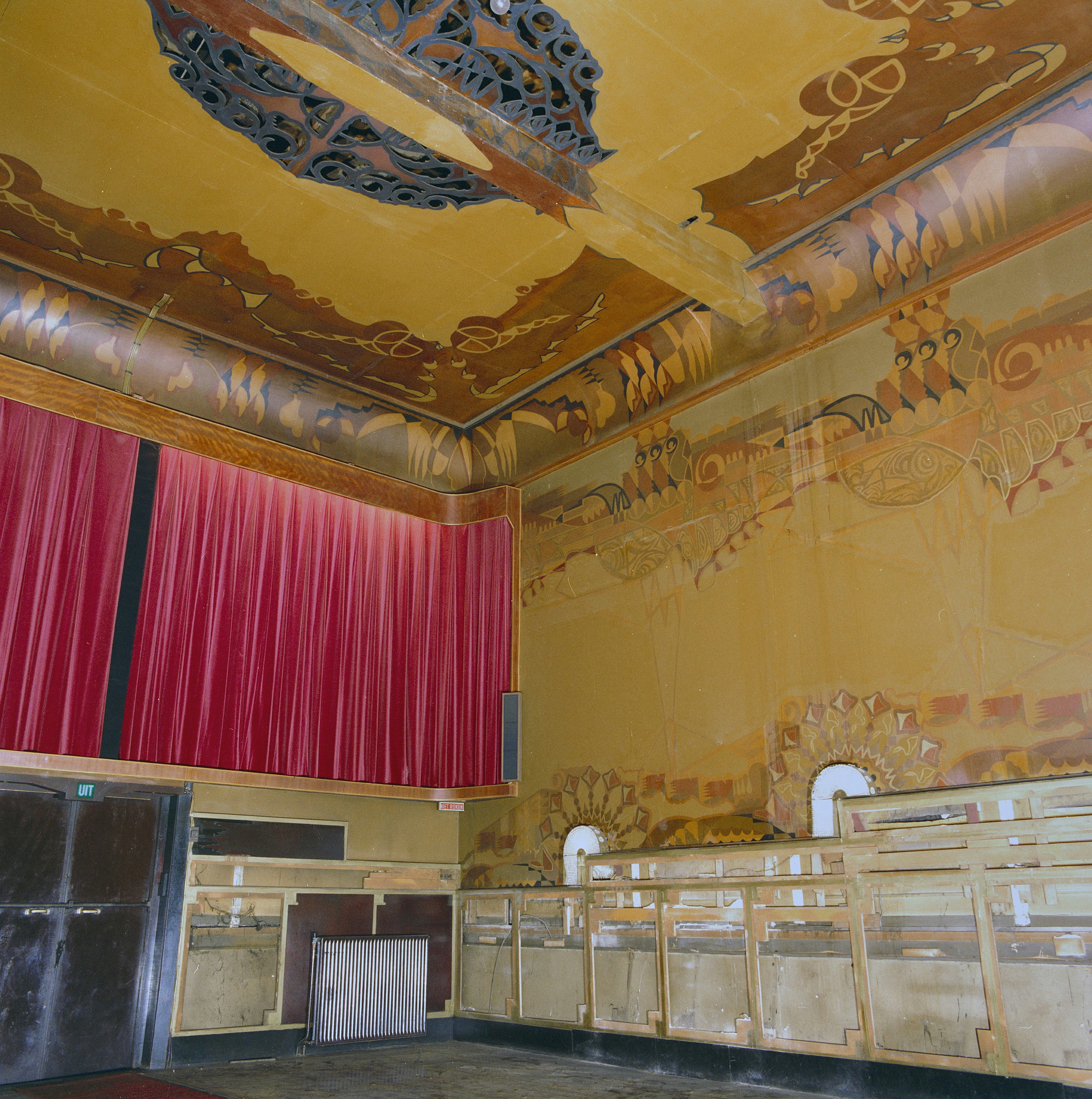
Interieur Cinema Parisien (1987)

Het hoofdkantoor van de meeste van Desmets ondernemingen was gevestigd boven deze bioscoop aan de Nieuwendijk in Amsterdam. Het is de enige bioscoop die hij zijn leven lang heeft geëxploiteerd. Ook na zijn dood is de bioscoop blijven bestaan en deze zou pas in 1987 zijn deuren definitief sluiten. Het pand is inmiddels afgebroken. Na de sloop (ook van het ernaast liggende Centraal Theater) gingen de terreinen over naar de uitbreiding van het Victoria Hotel. Na de sluiting in 1987 ging men onder de naam Parisien en met dezelfde soort rolprenten verder in het Rex Theater aan de Haarlemmerstraat 31-39 in Amsterdam tot ook daar het witte doek viel en deze bioscoop gesloten en afgebroken werd. 

## Interieur en filmcollectie
Het is aan Desmets kleindochter Ilse Hughan te danken dat het interieur van Cinema Parisien bewaard bleef en aan het Filmmuseum werd geschonken. De rijke Desmet-filmcollectie, die het Filmmuseum al in 1956 had gekregen, werd ook toen pas gerestaureerd en gecatalogiseerd. 
Het art-deco-interieur met Amsterdamse School-accenten werd in 1924 ingebouwd in Cinema Parisien. Dat interieur werd in 1991 door architect Joop van Stigt ingebouwd in het gebouw van het Filmmuseum aan het Vondelpark. Toen het Filmmuseum in 2012 verhuisde naar het nieuwe EYE-gebouw in Amsterdam-Noord, werd het Parisien interieur ontmanteld en opgeslagen. In het najaar van 2014 kreeg het oude interieur van Cinema Parisien een derde leven als filmzaal in de nieuwe bioscoop de Filmhallen aan het Bellamyplein in Oud-West. De zaal werd in gebruik genomen op 22 oktober 2014.